# Улица Андреева (Орск)
У́лица Андре́ева — улица в Советском районе города Орска Оренбургской области. Расположена во входящем в состав города посёлке ОЗТП. Названа решением облсовета № 340 от 4 мая 1975 года в честь уроженца Орска, участника Великой Отечественной войны, Героя Советского Союза, офицера-танкиста Анатолия Михайловича Андреева (1922—1968).
Улица начала застраиваться в начале 1970-х годов. В 1970-е годы на улице было построено шесть панельных пятиэтажных жилых домов, в 1990-е — один девятиэтажный панельный дом и один девятиэтажный кирпичный. На улице расположены АО «Ормет» и Орский завод технологического оборудования. На доме № 7Б установлена мемориальная доска в память о Герое Социалистического Труда, орчанине Борисе Григорьевиче Павлове.